# Rimakoroga rima
Rimakoroga rima är en kräftdjursart som först beskrevs av J. L. Barnard 1964.  Rimakoroga rima ingår i släktet Rimakoroga och familjen Lysianassidae. Inga underarter finns listade i Catalogue of Life.